# Otto Wyss

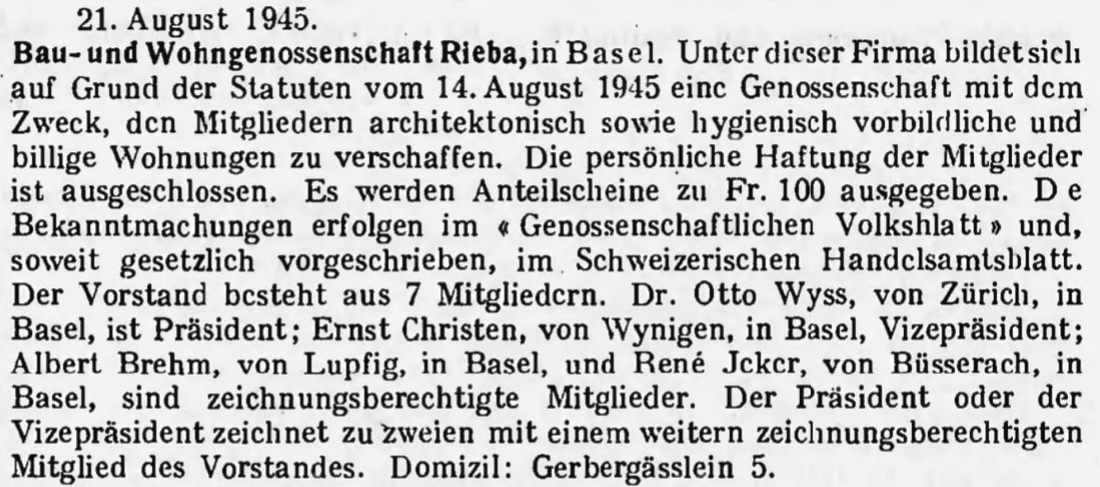
Engagement von Wyss im genossenschaftlichen Wohnungsbau (1945)

Otto (von) Wyss (* 16. Mai 1889 in Zürich; † 8. November 1960) war ein Schweizer Rechtsanwalt, Kommunist und Politiker.

## Leben
Otto Wyss war Sohn des Zürcher Oberrichters Heinrich Wyss, wurde nach dem Studium der Jurisprudenz an der Universität Zürich promoviert und wurde 1918 ausserordentlicher Staatsanwalt für kriegswirtschaftliche Straffälle in Zürich. Danach war er Rechtsanwalt in der Schweiz, ab 1930 Dozent in der Sowjetunion bei Jewgeni Paschukanis und ab 1932 auch an der Kommunistischen Universität der nationalen Minderheiten des Westens (KUNMS) in Moskau.
Wyss kehrte 1937 nach der Verhaftung Paschukanis in die Schweiz zurück und setzte sich 1938 mit einer landesweiten Petition mit 80'000 Unterschriften für eine Amnestie der Schweizer Spanienkämpfer ein. Daraufhin überwies der Nationalrat nach Vorstössen von Marino Bodenmann, Léon Nicole (beide KPS) und Johannes Huber (SP) ein Postulat, lehnte die Amnestie aber nach dem Bericht des Bundesrates am 2. Februar 1939 mit 93 gegen 71 Stimmen ab und gewährte sie erst 2009.
Wyss übersetzte russische Literatur ins Deutsche, war 1944 Gründungsmitglied der PdA und gehörte acht Jahre als deren Vertreter dem Basler Grossen Rat an.
Otto Wyss war zweimal verheiratet und Ururenkel von Salomon von Wyss, dem Gründer der Escher Wyss AG. Aus erster Ehe mit Margrith Vögtlin entstammte die Tochter Julia (von) Wyss (1916–1990), verheiratet mit dem bedeutenden Bühnenbildner André Perrottet von Laban (1916–1956).

## Werke
- Das Recht auf Zuweisung von Arbeit im Arbeitsvertrag. Dissertation Universität Zürich, 1917, Sauerländer, Aarau 1918.
- Strafrecht und Psychiatrie. In: Rote Revue. Sozialistische Monatszeitschrift. 11. Heft, Juli 1928, VII. Jahrgang, S. 329–346.
- Die Geschwister. Universum Verlag, Zürich 1954.